# Edward Chancellor
Edward Chancellor é historiador financeiro, jornalista e estrategista de investimentos.

## Biografia
Nascido na Inglaterra, em 1962, Edward é colaborador dos periódicos Financial Times e The Economist.
Formou-se formou no Trinity College, Cambridge, com honras de primeira classe em História Moderna, e no St Antony's College, Oxford, com um Mestrado em Filosofia em História Moderna. 
Em 2008, se juntou à equipe de alocação de ativos da OGM. Ele é ex-editor adjunto dos EUA para Breakingviews.com e trabalhou como estrategista de investimentos do banco inglês Lazard Brothers no início dos anos 90.

## Obra
- Salve-se Quem Puder: Uma História da Especulação Financeira, 2001;[4]